# Escut de Sant Joan de Moró
L'escut oficial de Sant Joan de Moró té el següent blasonament:
| « | Escut quadrilong de punta redona. En camp de gules, un mur d'or, maçonat de sable i superat d'un agnus Dei d'argent, amb nimbus crucífer d'or i creu de gules, banderola blanca amb creu, també de gules. Per timbre, una corona reial oberta. | » |

## Història
L'escut fou aprovat per Resolució de 28 de juliol de 1994, del conseller d'Administració Pública, publicada al DOGV núm. 2.348, de 19 de setembre de 1994.
Es tracta d'unes armes parlants, amb el mur que recorda una part del topònim del poble i l'anyell pasqual, símbol de sant Joan Baptista, patró de la localitat.